# اچ‌ام‌اس تریومف (۱۶۲۳)
اچ‌ام‌اس تریومف (۱۶۲۳) (به انگلیسی: HMS Triumph (1623)) یک کشتی بود که طول آن ۱۱۰ فوت (۳۴ متر) بود.